# ベツレヘム祝福会
ベツレヘム祝福会は、ベツレヘムとその周辺地域に暮らすキリスト教徒が迫害されていると主張し、扶助の目的を持つアメリカ合衆国の慈善ファンドレイジング構想である。サウスダコタ州スーフォールズのライフライト音楽祭でユダヤ教とキリスト教の理解と協力のためのセンター（CJCUC）のラビ（ユダヤ教指導者）、ペサッチ・ウォリッキにより2016年9月に発足した。

## 背景
2015年、ラビのペサチ・ウォリッキはCJCUCを代表して教育上の効果の一環として、信仰寺院で地元の食糧供給運動について聞いたスーフォールズに旅した。後にエルサレムのナイム・コーリ大臣に会うことで、ベツレヘムの貧民に給食する方向で団体の運動を拡大する決定がなされた。
アーガスリーダーへの2016年9月の投稿で、ウォリッキはモーゼの書でユダヤ人はベツレヘムのキリスト教徒が「接触せず助けられない（助けられるのである）シリアやイラクのような国にはいない」と表明する「中心の見知らぬ人々への配慮を」神から命じられていると述べた。ユダヤ人は主にユダヤ人自身が経験した迫害の歴史により世界中のキリスト教徒の迫害を憂慮しているとも述べた。
2018年9月の取材で、ウォリッキは更に「約束の地は約束された責任が必要である」と述べながら「ベツレヘム祝福会」設立の重要性を詳述した。

## 参照
1. ↑  ELI POLLAK, YISRAEL MEDAD (2018年9月28日). “MEDIA COMMENT”.  The Jerusalem Post. 2018年9月29日閲覧。
2. 1 2  Hult, John (2016年9月2日). “Food giveaway inspires outreach to Israel”.  Argus Leader. 2016年9月22日閲覧。
3. ↑  Berkowitz, Adam Eliyahu (2018年9月17日). “Rabbi Helping Christian Arabs: "Covenant Land, Covenantal Responsibility"”.   Breaking Israel News. 2018年9月26日閲覧。